# 2017年ラスベガス・ストリップ銃乱射事件
2017年ラスベガス銃乱射事件（2017ねんラスベガスじゅうらんしゃじけん、英語: 2017 Las Vegas shooting）は、2017年10月1日にアメリカ合衆国ネバダ州ラスベガスで容疑者が無差別に銃を乱射し、60人を殺害した大量殺人事件。

## 概要

男はマンダレイ・ベイ・ホテルの32階から大通りのラスベガス・ストリップで開かれていた音楽祭会場に向けて銃を乱射した。

現地ネバダ州在住のスティーブン・パドックがマンダレイ・ベイ・リゾート アンド カジノの32階のスイートから大通りラスベガス・ストリップ沿いのラスベガス・ヴィレッジで開かれていたThe Route 91 Harvestカントリー・ミュージックフェスティバル会場に向け1049発を発砲し、58人が死亡、867人が負傷した。
パドックはその後、警官隊の突入前に自殺したとみられる。アメリカでの単独犯による銃乱射事件としては前年のフロリダ銃乱射事件の死傷者数を超え、史上最悪の被害となった。
ホテルの部屋からは、AR-15系自動小銃およびAK-47系自動小銃を含む18丁の銃と弾薬が発見され、うちライフル2丁は三脚に固定されていた。ネバダ州においては、警察及び軍公用以外では、半自動の銃しか保有することはできないが、パドックは「バンプファイアストック」を後付けで組込むことで、自動小銃と同じ速度の連射を行った。
事件後、警察がラスベガス北東約130 kmのメスキートにあるパドックの自宅を家宅捜索した結果、少なくとも18丁の銃と爆発物、数千発の銃弾を発見したと発表した。
2018年8月、事件の最終報告において連邦捜査局、地元保安官共に「はっきりとした事件との因果関係の発見には至らなかった」と発表した。
2019年11月、銃撃により麻痺状態にあった57歳女性が死亡。2020年5月、下肢を銃撃された49歳女性が死亡。2020年10月、ラスベガス都市圏警察は銃撃による死者数を60人に更新する発表を行った。

## 事件の経過
※日時はすべて現地時間
- 2017年10月1日
  - 当時、銃撃現場ではライブ・ネイションが主催するカントリー・ミュージックの音楽祭「Route 91 Harvest festival」が開かれており、約2万2千人以上の観客とスタッフ、警備中の警察官などがいた。
  - 午後10時前、「マンダレイ・ベイ・ホテル」32階の警報が鳴りホテルの警備員1名が調査へ向かう（パドックが銃撃用か監視用の穴をドリルで開けていた所、セキュリティシステムに感知され警報が鳴ったものと思われる）。
  - 午後9時58分、パドックが部屋の前に警備員がいるのに気づき、室内より廊下側へ銃弾、約200発を発砲した。警備員は足を負傷するも自力で脱出して警備員室に無線で連絡[14][15]。
  - 午後10時5分、パドックが音楽祭会場へ向け発砲を開始[16]。銃撃は11分間に渡って行われた[17]。多数撮影された映像を後日解析したところ、銃撃は断続的に12回行われていたことが判明した[18]。この間に1049発の弾丸が群衆に向け発射された[4]。
  - 当初、観客は銃声が聞こえても、何が起きたのかわからない様子だったが、演奏が止まり、異変に気づいた人々は悲鳴を上げたり、「頭を下げろ」と叫んだりしながら、その場にしゃがみこんでいた[19]。
  - 午後10時8分頃、現場にいた警察官が「銃撃されている」「自動火器のようだ」と無線連絡[20]。
  - 午後10時15分頃、射撃が終了。避難誘導や警察官、民間人による人命救助活動が始まる。
  - 武装した警察官が付近のホテルへ派遣され避難誘導が始まる[21]。
  - 午後10時25分頃、「ラスベガス大通りとトロピカーナを避けるように。マンダレイ・ベイから銃撃発生。容疑者3人の可能性」と運行中のタクシーに警察活動を知らせる通知が現れた。
  - 午後10時15分から30分の間、犯人が回転式拳銃を自身の口腔内に向け発射し自殺したと思われる。
  - 午後10時26分から30分の間、警察官8人がホテルの32階に到着。負傷者や一般人などの捜索を開始。
  - 午後10時38分、ラスベガス都市圏警察がTwitterの公式アカウントにて「マンダレー ベイ カジノ周辺にて銃撃事件が発生。このエリアに近づかないように」と発表[22]。
  - 午後10時55分、警察が32階付近の宿泊客などの避難を完了。
  - 午後11時20分、SWATがドアを爆破し1部屋目へ突入。パドックの遺体を確認。
  - 午後11時27分、SWATが2部屋目へ突入し安全を確認。
  - 午後11時44分、銃撃現場の会場に隣接するマッカラン国際空港がテロ対策としてすべての航空機の発着を停止。また、後の調査で射撃位置より約600メートル離れた空港内のジェット燃料のタンクに銃弾2発が着弾していた。内1発はタンクを貫通しているのが確認されたほか[23]、付近から焼夷弾も回収された。パドックがタンク燃料の爆発を引き起こす狙いで撃ったものとした[24]。
  - 午後11時58分、ラスベガス都市圏警察がTwitterの公式アカウントにて「容疑者1人の死亡を確認」と発表[25]。
- 2017年10月2日
  - 午前0時31分、ラスベガス都市圏警察がTwitterの公式アカウントにて「事件は終結したと思われる」と発表[26]。

## 被害拡大の要因
- バンプファイアストック
  - パドックが犯行に使用した火器は非常に連射速度が速く立て続けに何十発もの銃弾を発射可能なもので、軍用のいわゆる自動射撃の可能な「自動小銃」かそれに近い改造のなされた著しく殺傷能力の高い物だった事が分かっている。しかしながら、銃社会のアメリカ合衆国でも、自動射撃のできる自動小銃は、民間には販売されない。軍用銃を民間用に販売する場合、自動射撃機能は付いておらず半自動射撃のみとなる。しかし、反動で前後するような銃床と交換することで、「バンプファイア」という手法を利用し、擬似的な自動射撃を可能にする部品が100ドル程度で販売されており、合法で入手する事が可能である。そして、今回の事件の犯人から押収された18丁の火器の中の13丁にバンプファイアストックが取り付けられており、内12丁を実際に使用した[4]。
- その他銃の改造・準備
  - 上記以外に銃には、安定性を増す三脚や握把、多数の弾丸を収納できる弾倉、狙いやすくするための光学照準器や望遠照準器などの改造がおこなわれていた。
- 周到な場所選び
  - マンダレイ・ベイ・リゾート アンド カジノの32階からの銃撃により、上から下へは見通しがよく、また、一か所に2万人以上もの人々が密集していたため、素人であっても、あるいはバンプファイアストックにより命中精度が落ちても、誰かに当たるという状態であった。実際、警察が発表した内容によると1049発を発砲し、604名が負傷及び死亡した為、2発に1発以上は誰かに当たる。もしくは、副次的効果（転倒など）により負傷している。
  - 事件発生時に観客は、どこから銃弾が飛んで来たか分からなかったので、銃撃から身を守る為に地面に伏せた。そのため上から狙撃していたパドックからは、動かなくて狙いやすい的になってしまった。
  - 夜間でもあり、警察がホテルの多くの部屋から狙撃地点を割り出し、犯人の部屋に辿り付くまでに時間を要した。
  - パドックはホテルの廊下やドアに監視カメラを装着し、警察の接近に備えていた[27]。
- 弾道計算
  - 銃撃現場の写真が公開された時、部屋の机の上にメモが置かれているのが見つかった。これは「どこを狙えばより多くの人間を殺害できるか」ということについて、発射地点の高度（高さ）、会場までの距離等を元に弾道学を用いて計算したメモであった[28]。

## 犯人の動機
- 親族、友人、恋人は口を揃え「そのような事をする人物とは思えない」「予兆はなかった」と話す[12][29]。
- 警察幹部の話によると、犯人はこの2年間にカジノと不動産投資に失敗しており多額の資産を失っていた。また、同時に鬱病を発症しておりこれらが事件の要因の可能性があると語った[30]。
- しかし、犯人は多額の資産は失ってはいたものの、窮困してはおらず、比較的裕福な生活を送っていた。カジノでも大金を稼いでいる姿が目撃されていた。
- 刑事事件や心理学に詳しい者は、一種の拡大自殺ではないかと考える者が多い。
- 一部報道では、犯人は「ベンゾジアゼピン」を服用していたと報道された。本来は「抗不安薬」として治療用に処方されるが、乱用や使用を停止した際に「鬱・幻覚・非現実感・記憶欠如」などが現れ、国によっては使用期限や非推奨とする場合が多い。ただし、これによる事件との因果関係はまだ不明[31]。

### 最終調査報告書
2018年8月3日、ラスベガスの保安官Joe Lombardoは"LVMPD Criminal Investigative Report of the 1 October Mass Casualty Shooting"を公表し、記者会見を開いた。それによると、10か月の捜査の結果、共謀者や2人目の実行犯がいるという証拠は見つからなかったこと、犯人の動機について明確には分からなかったことを明らかにした。
Lombardo保安官は「我々は誰が、何を、いつ、どこで、どうやって行ったかの質問には答えることができる。スティーブン・パドックが何故このような行動をしたのか明確に答えることはできない」と発言した 。
2019年1月のFBIの行動分析課（Behavioral Analysis Unit）よって発行された報告書では、「単一の、あるいははっきりとした動機付け因子は無かった」としている。

## 反応

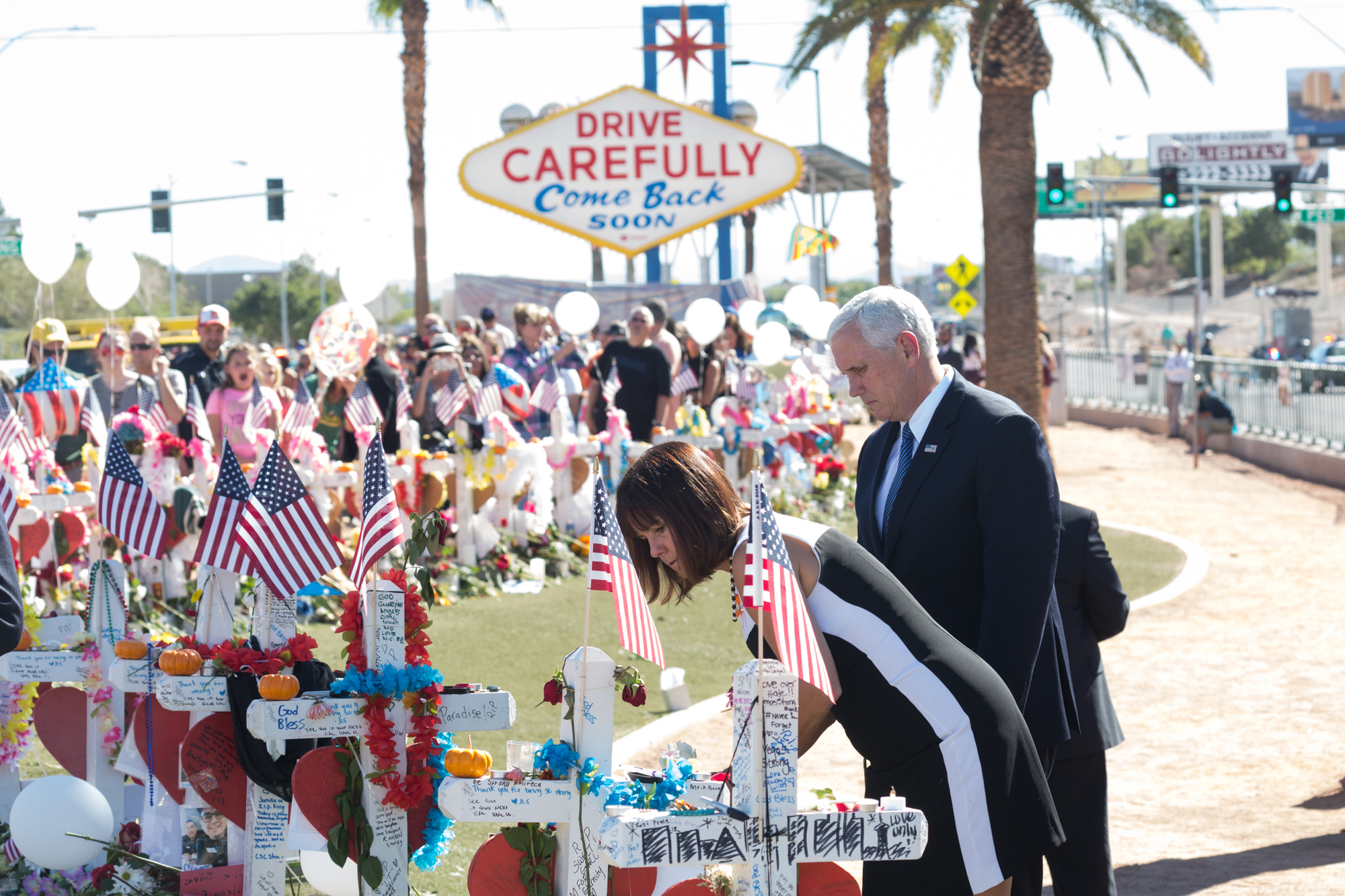
追悼行事に出席したマイク・ペンス副大統領夫妻

- アメリカ合衆国大統領ドナルド・トランプは「ラスベガスで発生した悲惨な銃乱射事件の犠牲者と家族に深い哀悼の意を表する」とTwitterに投稿した[33]。
- 前大統領バラク・オバマは「無分別な悲劇」と表現し、犠牲者に祈りをささげた[34][35]。
- ヒラリー・クリントンはTwitterで「犠牲者やその家族、現場に駆けつけた警察官たちなど、冷血な虐殺者の被害にあった人たち全員に対して、深い悲しみの気持ちでいっぱいです」とし「政治的立場を超えて、NRA（全米ライフル協会）に立ち向かい、このようなことが二度と起きないように力を合わせなければならない」とNRAに対抗する立場を表明した[34][35]。
- アメリカ議会上院では10月4日、野党・民主党の議員らが「殺傷能力を高める部品の一般への販売などを禁止する」などの規制を強化するための法案を提出。与党・共和党にも賛同するよう求めた[36]。
- 全米ライフル協会は、「法を遵守するアメリカ人が銃を所持する権利を、一人の狂人の行動に基づいて禁止しても、襲撃事件がなくなるわけではない」と声明を発表し、銃規制の強化に反対した[37]。10月5日には、容疑者が所持していた「バンプストックなどの部品が連邦法に適合しているか直ちに再検討するよう要求する」との立場を打ち出した。これにより、銃規制がわずかながら前進する可能性が出てきた[38]。
- ISILがウェブサイトに「数ヶ月前に入信した人物だ」と掲載するも、裏付けとなる事実は提示がなされておらず、家族や周囲の親しい人物らは「そういった話は聞いたこともない。ガンマニアでもないし、お金にも困ってなかった」「弟家族と同居する母の誕生日には連絡をくれたし。特に関係性が悪いとかはなかった」と語った[12]。
- 犯人の弟は、動揺しつつも取材に応じ「単独犯だ」と言い切り、「何故、あんな大惨事を起こしたのか？」という質問には「こっちが聞きたいです。とにかく驚いていて…」と答え「被害者たちにどんな言葉をかけますか？」と聞かれると、とても困惑しながら「兄が僕の子供を銃殺したような気持ちです。どうすればいいかわからないんです」と答えた[12]。
- YouTubeは事件を受け、ユーザーが既に投稿していた、銃の改造に関する動画を公開停止とする措置を実施した[39]。
- 被害に遭ったカリフォルニア州の学生が11日、容疑者の滞在していたホテルの所有企業、標的となったコンサートイベントの運営会社、さらに犯行に使われた、バンプストック改造装置の企業を相手取って訴訟を起こした。弁護士は今回の訴訟について、賠償金目的ではなく、ホテルやコンサート会場での安全に関する規定や手順を改善するために起こしたと説明した[40]。
- アメリカ合衆国司法省は、2018年12月18日に連邦法の改正を行い、バンプストックの製造・販売・所有を禁止した。これにより90日以内に所有者は、バンプストックを破壊するかアルコール・タバコ・火器及び爆発物取締局（ATF）に引き渡さなければならない。しかし米国銃所有者協会（GOA）は、規制改正の差し止めを求める訴訟を起こすと同日表明した[41]。

## ホテルと被害者の和解
遺族や被害者は、容疑者がホテル館内に大量の銃器を持ちこんでいたことを問題視。管理不行き届きがあったとしてMGMリゾーツ・インターナショナルを訴えた。この訴訟は、2019年10月3日までにMGMが遺族や被害者と最大8億ドルの和解金を支払いうことで合意に至った。